# Robotflop
Robotflop (en France) ou Monsieur le robot (au Québec) (I, (Annoyed Grunt)-Bot) est le 9e épisode de la saison 15 de la série télévisée d'animation Les Simpson.

## Sypnosis
Milhouse apporte à Bart un kit de customisation pour son vélo.
En se baladant avec son vélo, le garçon est nargué par les caïds de son école.
Il décide de se faire offrir un nouveau vélo et pour cela de balancer l'ancien sous les roues de la Mercedes du Dr Hibbert. Le vélo est écrasé... mais le chat Boule de Neige II aussi. Homer achète à son fils un nouveau vélo qu'il a bien du mal à monter et qui se détruit en roulant.
Bart est très déçu et Homer, en voyant un épisode de la Baston des robots, décide, pour se faire pardonner, de lui construire un robot qui, malheureusement, ne marche pas. Pour éviter de lui causer une nouvelle déception, Homer se fait passer pour le robot. Mais Bart l'envoie dans la Baston des robots où il court un grand danger…
Au concours de bataille de robots, il gagne et Bart est fier de son père, ignorant que ce dernier est à l'intérieur du robot. À mesure que les combats se suivent, les adversaires sont de plus en plus forts. Durant la bagarre avec un robot invincible, il est expulsé de sa boîte et le robot menaçant s'arrête immédiatement car le robot est programmé pour ne pas blesser les humains. En se rendant compte du subterfuge, Bart est content d'apprendre que son père a risqué sa vie pour lui.
Tout au long de l'épisode, Lisa change 3 fois de chat car chacun d'eux meurt accidentellement. À chaque fois, sa mère lui en achète un autre. À la fin, la Folle aux chats lui en lance un qu'elle va adopter.